# Attalus remanei
Attalus remanei é uma espécie de insetos coleópteros polífagos pertencente à família Malachiidae.
A autoridade científica da espécie é Evers, tendo sido descrita no ano de 1986.
Trata-se de uma espécie presente no território português.